# José Yudica
José Antonio Yudica (* 26. Februar 1936 in Rosario; † 23. August 2021) war ein argentinischer Fußballspieler und Fußballtrainer.
Als Spieler sowohl in seiner Heimat für die Boca Juniors und den Newell’s Old Boys als auch in Kolumbien für Deportivo Cali aktiv, agierte Yudica als Trainer noch erfolgreicher. Mit den Argentinos Juniors gewann er 1985 die Copa Libertadores. Mit demselben Verein sowie mit Quilmes AC und den Newell’s Old Boys gelang ihm insgesamt dreimal der Gewinn der argentinischen Fußballmeisterschaft.

## Spielerkarriere
José Antonio Yudica wurde am 26. Februar 1936 in der argentinischen Großstadt Rosario geboren. Mit dem Fußballspielen begann er beim dort ansässigen Klub Newell’s Old Boys, für den er nach der Jugend zwischen 1954 und 1958 112 Ligaspiele mit 25 Toren machte. Zu dieser Zeit gehörte der Verein nicht zu den Topklubs im argentinischen Fußball, man befand sich vielmehr im Abstiegskampf der Primera División. Nachdem 1958 der Abstieg nur haarscharf verhindert wurde, wechselte Yudica zur Folgesaison zu den Boca Juniors. In La Boca agierte der Angreifer zwischen 1959 und 1961 drei Spielzeiten lang. In dieser Zeit absolvierte er insgesamt 65 Ligaspiele mit zwanzig Toren. Ein Titelgewinn gelang Yudica mit dem Großverein allerdings nicht, man konnte in keinem der drei Jahre ernsthaft ins Rennen um die Meisterschaft einsteigen.
Yudica spielte in der Folge von 1962 bis 1963 zwei Spielzeiten lang bei CA Vélez Sársfield, mit dem er zweimal nur knapp nicht abstieg. 1964 folgte eine einjährige Episode bei Estudiantes de La Plata, die mit einer Platzierung knapp oberhalb des Abstiegsplatzes endete. Von 1965 bis 1966 stand Yudica für CA Platense auf dem Platz, das erst im Jahr zuvor wieder in die Primera División aufgestiegen war. Als Aufsteiger hielt sich Platense in der Primera División 1965 mit Platz sieben. Im Jahr darauf wurde man Siebzehnter, es gab jedoch auch keine Absteiger. Die Saison 1967 verbrachte Yudica bei Quilmes AC, wo er später als Trainer große Erfolge hatte. Die Saison endete jedoch mit dem Abstieg des Vereins aus der Primera División.
Zur Spielzeit 1968 wechselte Yudica nach Kolumbien zu Deportivo Cali. Die Saison 1968 beendete das Team auf dem zweiten Platz der Categoría Primera A, nur zwei Punkte hinter dem neuen Meister Unión Magdalena. Im Jahr darauf konnte man sich nochmal verbessern und erreichte als Erster der regulären Saison die Teilnahme an einer Meisterschaftsrunde, bestehend aus den drei Teams Deportivo Cali, América de Cali und Los Millonarios. Diese Meisterschaftsrunde beendete Yudica mit Deportivo Cali als Erster und gewann damit seine erste Meisterschaft überhaupt. Für Deportivo Cali war es der insgesamt dritte kolumbianische Meistertitel.
1970 kehrte José Yudica nach Argentinien zurück und schloss sich dem Verein Talleres de Escalada in der Primera C an. In der dritten Liga gelang 1970 die Meisterschaft und der damit verbundene Aufstieg in die Primera B. Yudica spielte noch bis 1971 für Talleres de Escalada, ehe er noch ein halbes Jahr bei CA San Telmo Fußball spielte. 1971 beendete Yudica seine fußballerische Laufbahn im Alter von 35 Jahren.

## Trainerkarriere

### Meisterschaft mit Quilmes AC
Von 1972 bis 1976 hatte Yudica seine erste Trainerstation beim Amateurverein Altos Hornos Zapla. Dort arbeitete er erfolgreich und wurde zur Saison 1977 neuer Übungsleiter des Erstligisten Quilmes AC. Im ersten Jahr beendete man das Torneo Metropolitano auf dem fünfzehnten Tabellenplatz und das Torneo Nacional auf dem fünften Rang der Gruppe B. In der Primera División 1978 gelang Yudica der erste große Erfolg seiner Trainerlaufbahn und damit einhergehend der bis heute größte Triumph der Vereinsgeschichte von Quilmes AC. Mit einem Punkt Vorsprung auf die Boca Juniors beendete man das Torneo Metropolitano auf dem ersten Rang und holte damit zum ersten und bis heute einzigen Mal die argentinische Fußballmeisterschaft. Durch diesen Erfolg war Yudicas Mannschaft startberechtigt für die Copa Libertadores 1979. Dort scheiterte man bereits nach der Gruppenphase als Letzter der Gruppe 1 hinter Ligakonkurrent CA Independiente sowie den beiden kolumbianischen Vertretern Deportivo Cali und Los Millonarios.
Das Torneo Nacional der Primera División 1978 beendete Quilmes unter Trainer Yudica auf einem Mittelfeldrang der Gruppenphase. Auch im Folgejahr konnte die Mannschaft nicht wieder an die Entscheidung um das Meisterschaftsrennen anknüpfen. Das Torneo Metropolitano beendete Quilmes auf Platz sieben der Gruppe B, während das Torneo Nacional als Fünfter der Gruppe B abgeschlossen wurde. Nach Ende der Spielzeit 1979 endete auch Yudicas Zeit als Trainer von Quilmes AC.
Noch 1979 übernahm Yudica das Traineramt bei seinem Heimatverein Newell’s Old Boys, blieb dort aber in zwei Jahren weitgehend erfolglos. Nachdem er bis 1980 für die Newell’s Old Boys verantwortlich war, coachte José Yudica 1980 ein halbes Jahr lang Estudiantes de La Plata und beendete das Torneo Nacional auf dem dritten Platz der Gruppe A in der Gruppenphase, womit die Qualifikation für die K.-o.-Runde knapp verpasst wurde. 1981 war Yudica erneut für Quilmes AC verantwortlich, das in der Zwischenzeit aus der Primera División abgestiegen war. Als Sieger der Primera B gelang unter dem zurückgekehrten Erfolgstrainer der direkte Wiederaufstieg in die Primera División. Danach trennten sich Verein und Trainer jedoch wieder und Yudica übernahm zur Folgesaison das Traineramt bei CA San Lorenzo de Almagro. Mit dem damals in die zweite Liga abgestiegenen Traditionsverein schaffte Yudica die direkte Rückkehr in die Primera División, wurde danach jedoch nicht weiterbeschäftigt.

### Erfolge mit den Argentinos Juniors
Zur Erstligasaison 1985 wurde Yudica in Nachfolge von Roberto Saporiti neuer Übungsleiter bei den Argentinos Juniors. Unter Saporiti hatten die Juniors die vorherige Saison mit der Meisterschaft im Torneo Metropolitano beendet und somit die Qualifikation für die Copa Libertadores 1985 erreicht. Dort traf man zu Beginn in der Gruppenphase auf Ligakonkurrent Ferro Carril Oeste sowie die beiden brasilianischen Teams Fluminense Rio de Janeiro und CR Vasco da Gama. Nach Punktgleichheit mit Ferro Carril Oeste gewannen die Argentinos Juniors das nötig gewordene Entscheidungsspiel mit 3:1 und zogen damit in die zweite Gruppenphase ein. Hier hatte es das Team von Trainer Yudica mit Titelverteidiger Independiente Avellaneda sowie dem Club Blooming aus Bolivien zu tun. Mit sechs Punkten aus vier Spielen zogen die Juniors als Gruppenerster ins Endspiel der Copa Libertadores ein, wo als Gegner América de Cali aus Kolumbien wartete. Nachdem sowohl die Argentinos Juniors als auch América de Cali ihr jeweiliges Heimspiel mit 1:0 gewinnen konnten, musste ein drittes Finalspiel den Sieger der Copa Libertadores 1985 bestimmen. In diesem stand es nach Ablauf der Verlängerung 1:1, sodass die Partie schließlich im Elfmeterschießen entschieden wurde. Dort setzten sich die Argentinos Juniors um Spieler wie Jorge Olguín, Sergio Batista und Claudio Borghi mit 5:4 durch und konnten zum ersten Mal in der Vereinsgeschichte den Copa-Libertadores-Titel für den Verein erringen. Im Endspiel um den Weltpokal unterlag man wenig später dem Sieger des Europapokal der Landesmeister 1984/85, Juventus Turin, mit 2:4 im Elfmeterschießen, nachdem es nach dem Ende der Verlängerung 2:2 gestanden hatte.
Auch im Ligabetrieb war Yudica mit den Argentinos Juniors sehr erfolgreich. Im Torneo Nacional der Primera División 1985 besiegte man im Endspiel Vélez Sársfield mit 2:1 und holte zum zweiten Mal in zwei Jahren den Meistertitel. Die Spielzeit darauf wurde auf dem vierten Rang abgeschlossen. 1986/87 hingegen lief es weniger gut für die Argentinos Juniors. Der Verein beendete die Saison auf dem siebzehnten Tabellenplatz. Trainer Yudica war bereits im Saisonverlauf nach drei erfolgreichen Jahren freigestellt worden.

### Newell’s Old Boys, Kolumbien und Mexiko
Zwischen 1987 und 1990 war Yudica verantwortlich für den sportlichen Erfolg bei seinem Heimatverein Newell’s Old Boys, wo er bereits von 1979 bis 1980 Trainer war. In der Primera División 1987/88 belegte Yudicas Mannschaft am Saisonende den ersten Platz mit einem Vorsprung von sechs Punkten auf CA San Lorenzo de Almagro. Nach 1974 bedeutete dies die erst zweite argentinische Meisterschaft für die Newell’s Old Boys. Als argentinischer Meister von 1987/88 war der Verein startberechtigt für die Copa Libertadores 1988. In der Gruppenphase rangierte man am Ende auf dem ersten Platz der Gruppe, vor San Lorenzo sowie den ecuadorianischen Klubs Barcelona SC Guayaquil sowie CD Filanbanco, was den Einzug in die K.-o.-Runde bedeutete. Dort bezwang das Team um Spieler wie den jungen Angreifer Gabriel Batistuta, dessen Stürmerkollege Sergio Omar Almirón und Verteidiger Roberto Néstor Sensini nacheinander Club Bolívar aus Bolivien sowie San Lorenzo de Almagro und zog damit ins Endspiel ein. Kurios dabei ist, dass die Newell’s Old Boys im Viertelfinale gegen den uruguayischen Vertreter Nacional Montevideo eigentlich ausgeschieden waren, aber als bester der drei Verlierer noch weiterkam und schließlich sogar das Endspiel erreichten. Dort unterlag Yudicas Mannschaft aber Nacional Montevideo erneut und verpasste damit den Sieg in der Copa Libertadores.
In der Folge arbeitete Yudica noch bis 1990 bei den Newell’s Old Boys, konnte aber keine weiteren Titelgewinne verbuchen. Im gleichen Jahr ging er nach Kolumbien und wurde neuer Coach von Deportivo Cali, wo er auch schon als Spieler gewirkt hatte. Yudica trainierte Deportivo Cali von 1990 bis 1994, blieb in dieser Zeit aber titellos. Nach dem Ende der Saison 1994 kehrte er in seine argentinische Heimat zurück und übernahm wieder das Traineramt bei den Newell’s Old Boys, die er in der Saison 1995/96 betreute und dabei auf den zwölften Tabellenrang führte. Nach Saisonende trennten sich Verein und Trainer wieder. Für seine letzte Trainerstation verschlug es Yudica daraufhin nach Mexiko zu CF Pachuca. Mit dem Zweitligisten gelang ihm 1996 der Aufstieg in die Primera División 'A'. Ein Jahr später endete die Trainerkarriere von José Yudica im Alter von 61 Jahren.

## Erfolge

### Als Spieler
Deportivo Cali
- Kolumbianische Meisterschaft: 1969

Talleres de Escalada
- Primera C: 1970

### Als Trainer
Quilmes AC
- Argentinische Meisterschaft: 1978
- Primera B: 1981

CA San Lorenzo
- Primera B: 1982

Argentinos Juniors
- Copa Libertadores: 1985
- Argentinische Meisterschaft: 1985
- Copa Interamericana: 1986

Newell’s Old Boys
- Argentinische Meisterschaft: 1987/88